# Per Rydén
Per Rydén, född 4 augusti 1937, är en svensk litteraturvetare. Han var professor i litteraturvetenskap vid Lunds universitet 1993–2002.